# 圣热内鲁
圣热内鲁（法語：Saint-Généroux，法語發音：[sɛ̃ ʒeneʁu]）是法国德塞夫勒省的一个市镇，属于布雷叙尔区。

## 地理
圣热内鲁（46°53'3"N, 0°8'13"W）面积20.46 平方千米，位于法国新阿基坦大区德塞夫勒省，该省份为法国西部内陆省份，北起曼恩-卢瓦尔省，西接旺代省，南至夏朗德省和滨海夏朗德省，东临维埃纳省。
与圣热内鲁接壤的市镇（或旧市镇、城区）包括：艾尔沃、阿瓦耶图阿尔赛、伊赖、聖瓦朗、平原河谷镇。

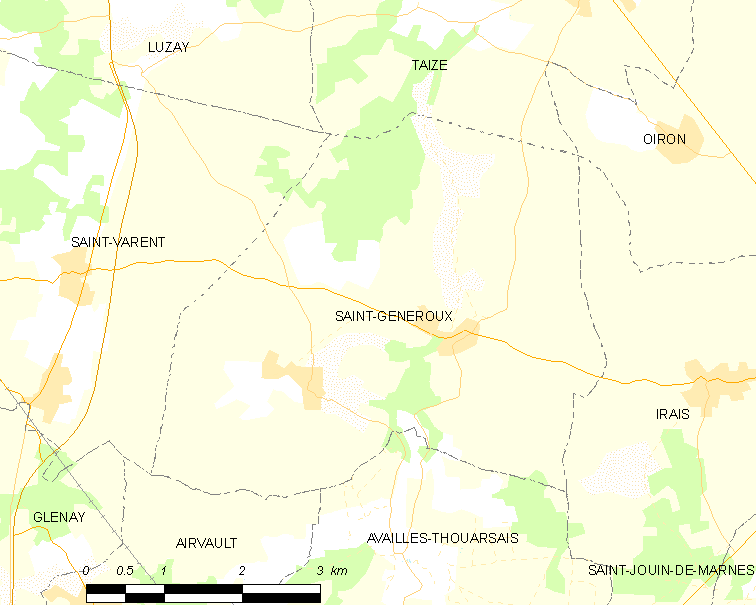
圣热内鲁的OSM定位图

圣热内鲁的时区为UTC+01:00、UTC+02:00（夏令时）。

## 行政
圣热内鲁的邮政编码为79600，INSEE市镇编码为79252。

## 政治
圣热内鲁所属的省级选区为图埃河谷县。

## 人口

1962-2008年间圣热内鲁人口变化图示

圣热内鲁于2022年1月1日时的人口数量为339人。